# 水中ホッケー

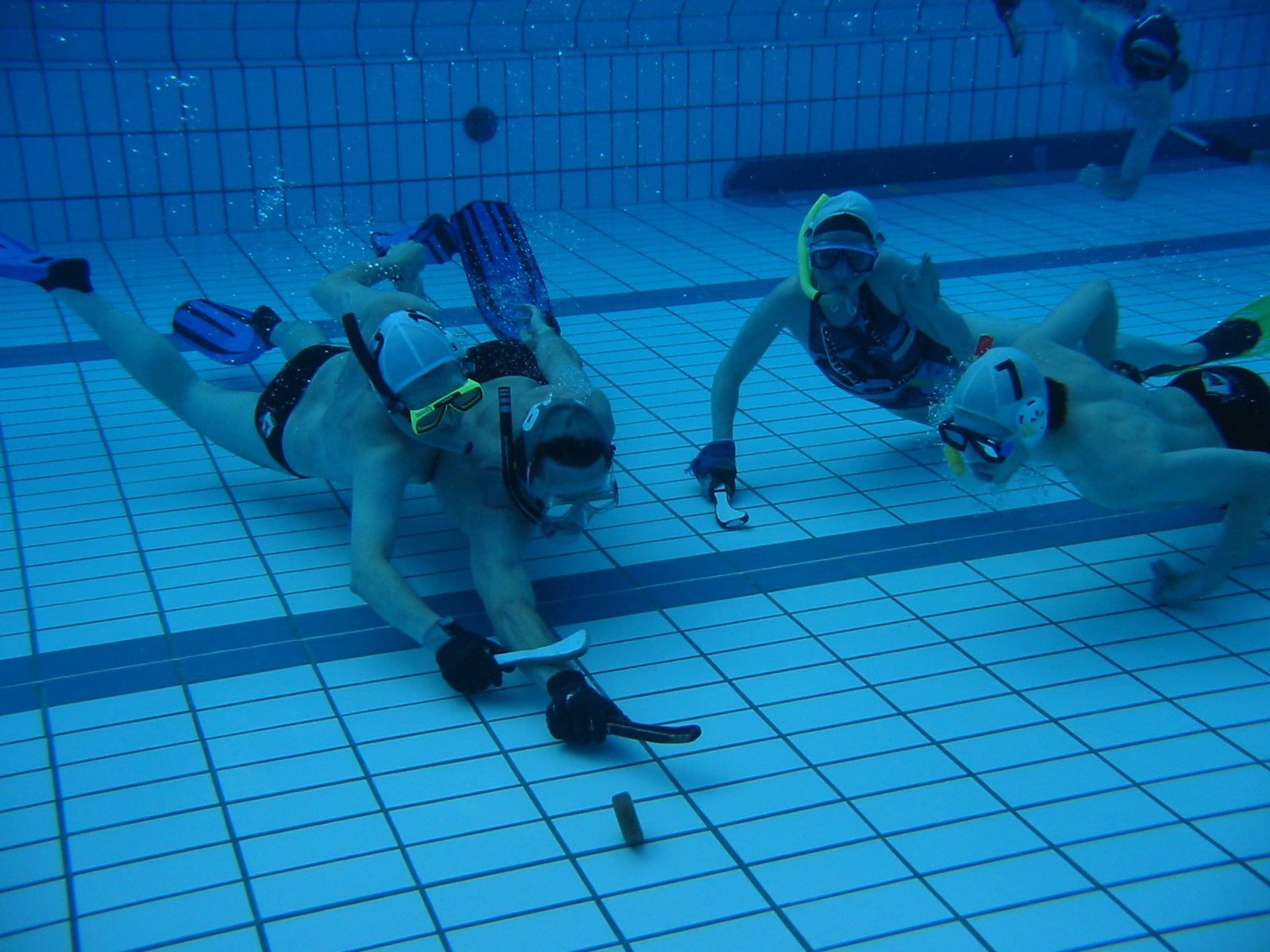
水中ホッケーの試合風景

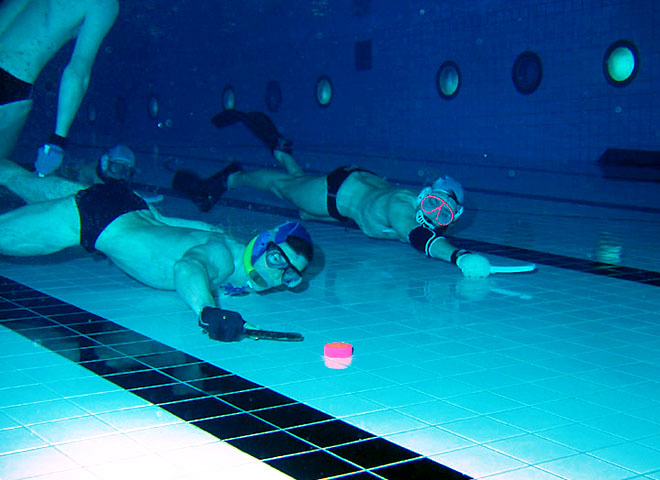
水中ホッケーの試合風景

水中ホッケー（英語：underwater hockey）は、2つのチームに分かれてプールの底でパックをゴールにどれだけ入れられるかを競う、イングランド発祥の水中スポーツの1つ。潜水ホッケー、あるいはイギリスなどではオクトプッシュ（英語：octopush）の別名もある。

## 概要
1954年、イングランド、ハンプシャーのサウスシーにて生まれたスポーツで、8人で競技し、「タコ」 (octopus) +「押す（こと）」 (push) から、オクトプッシュと名づけられた。
現行ルールでは1チーム6人ずつで競技し、このほかに代替の選手が各チーム4人までプールサイドで待機する。アイスホッケーのものに比べるとかなり短い（手で握る部分も含めて長さ35cm 未満）ホッケースティックを使い、パックを相手ゴールに入れることで得点できる。水中ホッケーではこのスティックをプッシャーと呼ぶ。
パックには中心部が鉛で周囲をプラスチックでカバーされたものを用いる。パックのサイズはアイスホッケーのものとほぼ同じで、重さは1.3-1.5kg 程度である。

## 用具・服装

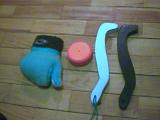
用具

- パック
- プッシャー（ホッケースティック）
- 水中マスク
- シュノーケル
- フィン
- 水球用キャップ（水球帽子）
- マウスガード
- 水着
- グローブ（手袋）

## 競技施設
縦21-25m、横12-15m、深さ2-3.65m前後のプールで競技する。

## おもな競技会
世界水中連盟主催の世界選手権をはじめとする国際大会のほか、日本国内では日本水中スポーツ連盟が水中ホッケー日本選手権を開催している。